# Nabil Kassis
Nabil Kassis (arab. نبيل قسيس, Nabīl Qassīs; ur. w 1945 w Jerozolimie) – palestyński naukowiec, polityk i dyplomata. Wielokrotny minister w rządach Autonomii Palestyńskiej i wielokrotny członek zespołów negocjacyjnych w konflikcie izraelsko-palestyńskim. Członek wielu ciał związanych z nauką, finansami i kulturą. Chrześcijanin, zwolennik świeckiego państwa palestyńskiego.

## Życie prywatne
Urodził się w Jerozolimie, ale dorastał w Ramallah. Wybuch wojny sześciodniowej zastał go wraz z młodszą siostrą w Libanie. Do domu rodzinnego musieli wrócić przekraczając Jordan „na dziko”.
Zna arabski, angielski, niemiecki i armeński. Z żoną Vanoush ma dwójkę dzieci (syna i córkę).

## Kariera
Uzyskał tytuł magistra (Uniwersytet Johannesa Gutenberga w Moguncji, 1969) i doktora fizyki (Uniwersytet Amerykański w Bejrucie, 1972) w dziedzinie fizyki jądrowej. Pracował i wykładał na Uniwersytecie Jordańskim (1972–1978) i Uniwersytecie Bir Zajt (1980–1994). W 1982 został dziekanem wydziału fizyki tego uniwersytetu, a dwa lata później (1984–1989) wicedyrektorem ds. spraw akademickich. Brał udział w projektach badawczych w placówkach we Francji, Niemczech, Włoszech, czy Wielkiej Brytanii (1978–1980, University of Sussex). Autor prac naukowych z fizyki jądrowej i teoretycznej.
Prócz kariery naukowej Kassis był mocno zaangażowany w palestyńskie życie polityczne i kulturalne. Współzałożyciel i dyrektor generalny Palestyńskiego Instytutu Badawczego Polityki Gospodarczej, prezes rady Zarządu Palestyńskiego Rynku Kapitałowego, członek rady dyrektorów Fundacji im. Jasira Arafata, członek Komitetu Muzeum Jasira Arafata. Prezes Uniwersytetu Bir Zajt w latach 2004–2010.
Brał udział w procesie pokojowym w konflikcie z Izraelem:
- członek zespołu negocjacyjnego madryckiej konferencji pokojowej w 1991 (zaproszony przez Faisala Husseiniego)[3]
- zastępca przewodniczącego zespołu negocjacyjnego w Waszyngtonie w 1992 i 1993,
- szef komitetu techniczno-doradczego palestyńskiego zespołu negocjacyjnego w 1993 i 1994,
- brał udział w negocjacjach w 1994/1995 oraz w 1999.

Kassis pełnił również szereg funkcji politycznych w rządzie Autonomii Palestyńskiej:
- minister bez teki ds. projektu Betlejem 2000, w latach 1998–2002,
- minister turystyki (2002–2003) w rządzie Arafata
- koordynator ministerialnego komitetu reform (2002–2003)
- minister ds. planowania (2003–2004) w rządzie Mahmuda Abbasa
- minister finansów (2012–2013)

W marcu 2013, w sprzeciwie na brak zgody na reformy mające doprowadzić do zmniejszenia deficytu budżetowego, złożył rezygnację ze stanowiska ministra finansów. Doprowadziło to do zaostrzenia konfliktu między premierem Salamem Fajjadem a prezydentem Mahmudem Abbasem (nie godzącym się na odejście Kassisa), a w końcu do dymisji premiera.